# Pyrausta tenuilinea
Pyrausta tenuilinea là một loài bướm đêm trong họ Crambidae.